# عبد العزيز بن سعد بن عبد العزيز آل سعود
الأمير عبد العزيز بن سعد بن عبد العزيز آل سعود هو أحد أبناء الأمير سعد بن عبد العزيز آل سعود، أمير منطقة حائل الثامن، والذي عُيِّنَ في 25 رجب 1438 للهجرة (الموافق 22 أبريل 2017 للميلاد) خلفاً للأمير سعود بن عبد المحسن بن عبد العزيز آل سعود.